# Theodorus Marinus Hofmeester
Theodorus Martinus Hofmeester (Alkmaar, 19 maart 1865 – Chicago, 8 april 1955) was een Nederlands violist en klarinettist.
Hij was zoon van Hendrik Willem Hofmeester en Catharina Schagen. Broer Hendrik Willem Hofmeester van violist en trompettist. Hijzelf was getrouwd met Wilhelmina Catharina Brouwers. Zoon Henry W. Hofmeester was cellist en speelde in het Cincinnati Symphony Orchestra.
Theodore M. Hofmeester kreeg zijn muzieklessen van organist Jan Hendrik Anthonie Ezerman, vader van Dirk Hendrik Ezerman. Hij kreeg les in zang en piano. Hij werd echter benoemd als eerste violist in het Paleisorkest, waar ook zijn broer speelde. Hij begon toen pas een opleiding op een bij-instrument, in dit geval de klarinet. Hij kreeg daarop onderwijs van Christiaan Pieter Willem Kriens en later van een leraar genaamd Endlich. Bij de opheffing van het Paleisorkest maakte hij de overstap naar de Amsterdamse Toonkunstvereniging en daarna naar het Parkorkest. Vanaf 1884 bekleedde hij de functie van soloklarinettist in het orkest van Kriens in Den Bosch, verhuisde in 1889 met Kriens mee naar het Stedelijk Muziekcorps Haarlem. Hij trad na een jaar toe in het toen vernieuwde Paleisorkest. In 1895 was hij soloklarinettist in het Concertgebouworkest. Van 1896 tot 1904 trad hij 34 keer als solist met dat orkest op, meest in het Klarinetconcert van Wolfgang Amadeus Mozart. Hij was met dirigent André Spoor  betrokken bij de eerste uitvoering van het Klarinetconcert van Theodoor Verhey in 1904, waarbij Daniël de Lange zowel het werk als de solist een goede recensie gaf. 
Na de onenigheid met Willem Mengelberg met leden van het orkest in dat jaar bleef Theodore M. in dat orkest zitten, terwijl zijn broer naar het Residentie Orkest vertrok. Omdat de belangrijkste musici uit het Concertgebouw vertrokken waren zag Hofmeester mogelijkheden tot salarisverhoging in 1906. Hij kwam van een koude kermis thuis, want terwijl hij zijn eisen kracht bijzette, kreeg hij te horen dat zijn gezicht Mengelberg niet aanstond. Hofmeester vertrok toen alsnog en vertrok definitief naar het net opgerichte Göteborg Symfonieorkest van Wilhelm Stenhammar, waarvan hij al sinds 1905 deel uitmaakte. Daarna vestigde zich in de Verenigde Staten en speelde daarbij van 1909 tot 1911 bij het Chicago Symphony Orchestra. Daarna ontbreekt elk spoor van hem. 